# الیگیتر، میسیسیپی
الیگیتر (به انگلیسی: Alligator) شهرکی در ایالت میسیسیپی کشور ایالات متحده آمریکا است که جمعیت آن در سرشماری سال ۲۰۱۰ میلادی، ۲۰۸
نفر بوده‌است.